# Chabo (Ukraine)
Pour l’article homonyme, voir Chabo (race de poule).
Chabo (ukrainien : Шабо ; russe : Шабо ; roumain : Şaba) est une commune rurale de l'oblast d'Odessa, en Ukraine. Sa population s'élevait à 7000 habitants en 2024.

## Géographie
Chabo est située sur la rive occidentale du liman du Dniestr, à environ 7 km de Bilhorod-Dnistrovskyï. 

## Histoire
C'est vers 1500 que les Tatars y établissent un village nommé Acha-abag, qui signifie « les vignes du bas ». Le nom fut par la suite abrégé en Chabag puis finalement en Chaba / Chabo. Après l'annexion de la Bessarabie par l'Empire russe, la région se dépeupla car les Tatars, musulmans, furent chassés vers l'Empire ottoman. Chabo en 1812 n'était plus habitée que par quelques familles moldaves, orthodoxes. L'empereur Alexandre Ier décida de repeupler la région, il invita en 1822 des Suisses originaires du canton de Vaud à venir cultiver les vignes de Chabo. Ceux-ci fondèrent la colonie de Chabag et y développèrent la viticulture, si bien que les vins de Chabo sont aujourd'hui réputés.